# ایرانه
ایرانه، روستایی از توابع بخش سامن شهرستان ملایر در استان همدان ایران است. این روستا زادگاه باباطاهر شاعر نامی ایران است.

## جمعیت
این روستا در دهستان حرم رودسفلی قرار دارد و براساس سرشماری مرکز آمار ایران در سال ۱۳۹۵، جمعیت آن ۲۹نفر (۱۳خانوار) بوده است.